# كاثرين فايور
كاثرين فايور (بالإنجليزية: Kathryn Fiore)‏ هي ممثلة أمريكية، ولدت في 13 أغسطس 1979 بنيويورك في الولايات المتحدة.

## أعمال

### أفلام
- (2006) مهمة مستحيلة 3[3]
- (2013) 30 ليلة من نشاط خارق مع الشيطان داخل الفتاة ذات وشم التنين

## وصلات خارجية
- كاثرين فايور على موقع IMDb (الإنجليزية)
- كاثرين فايور على موقع قاعدة بيانات الفيلم (الإنجليزية)